# Gommern
Gommern település Németországban, azon belül Szász-Anhalt tartományban. Lakosainak száma 10 464 fő (2023. december 31.).

## Fekvése
Magdeburg délkeleti szomszédjában fekvő település.

## Története
Nevét a 948-as évektől a Brandenburg-i egyházmegye alapító okiratában említették Guntmiri néven. A 12. században Gommern a Szászországhoz tartozott. 1298-tól 1308-ig Gommern a Magdeburg-i érsekségé, 1418-tól 1539-ig Magdeburg városához tartozott.
1607-ben a népesség közel 20 százaléka a pestis áldozata lett. Gommernben 1584 és 1704 között boszorkányperek folytak, mely során 16 embert fogtak perbe, közülük kettő a kínzás után meghalt. Margarethe Wödin (1584) és Gertraut Gensicke (1632).
A harmincéves háborúban Gommern nagyrészét a Pappenheim alatti császári csapatok pusztították el, de 1635-ben megkezdődött a város újjáépítése. 1666-ban a Gommern piaci jogokat szerzett, a 17. század végére a lakosság ismét 600-ra emelkedett.
A 18. század végére a város szerény ipari infrastruktúrával is rendelkezett: szövő gyárakkal, sörfőzdékkel és dohánygyárral. Németország gazdasági fellendülése nyomán a 19. század utolsó negyedévben itt is új vállalkozások telepedtek le, köztük egy karton gyár, a cukorgyár, a cipőgyár és malom. Ezenkívül a Gommern a faanyag és gabonafélék fontos kereskedelmi központjává is vált. A bányákat, amelyek egy ideig a város déli részén működtek, még nagyobb mértékben kihasználták. 1889-ben egy kis vasútvonalat is alapítottak Pretzienhez. Ebben az időszakban a kőbányák 900 alkalmazottal a legnagyobb munkaadóvá váltak.

## Galéria

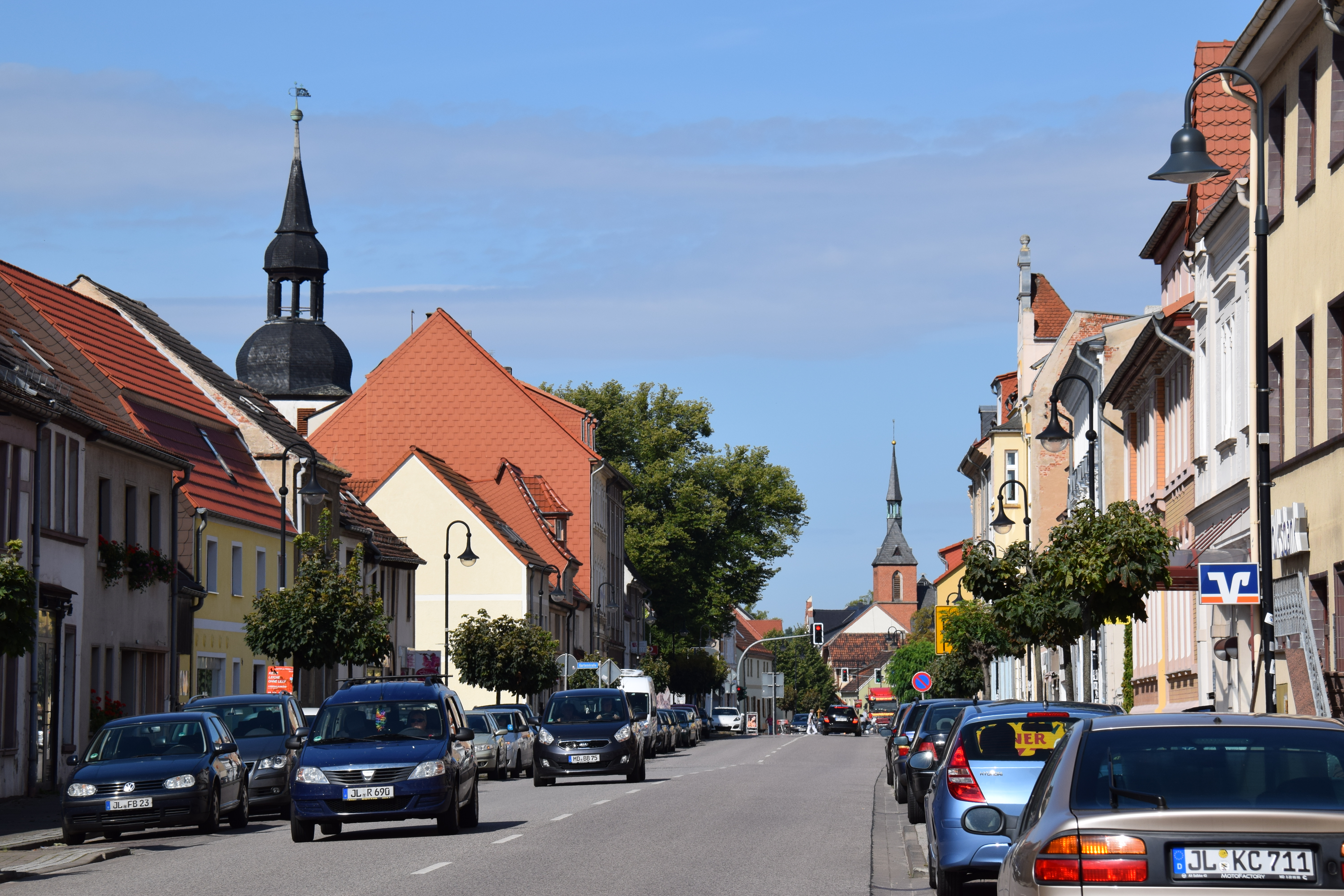
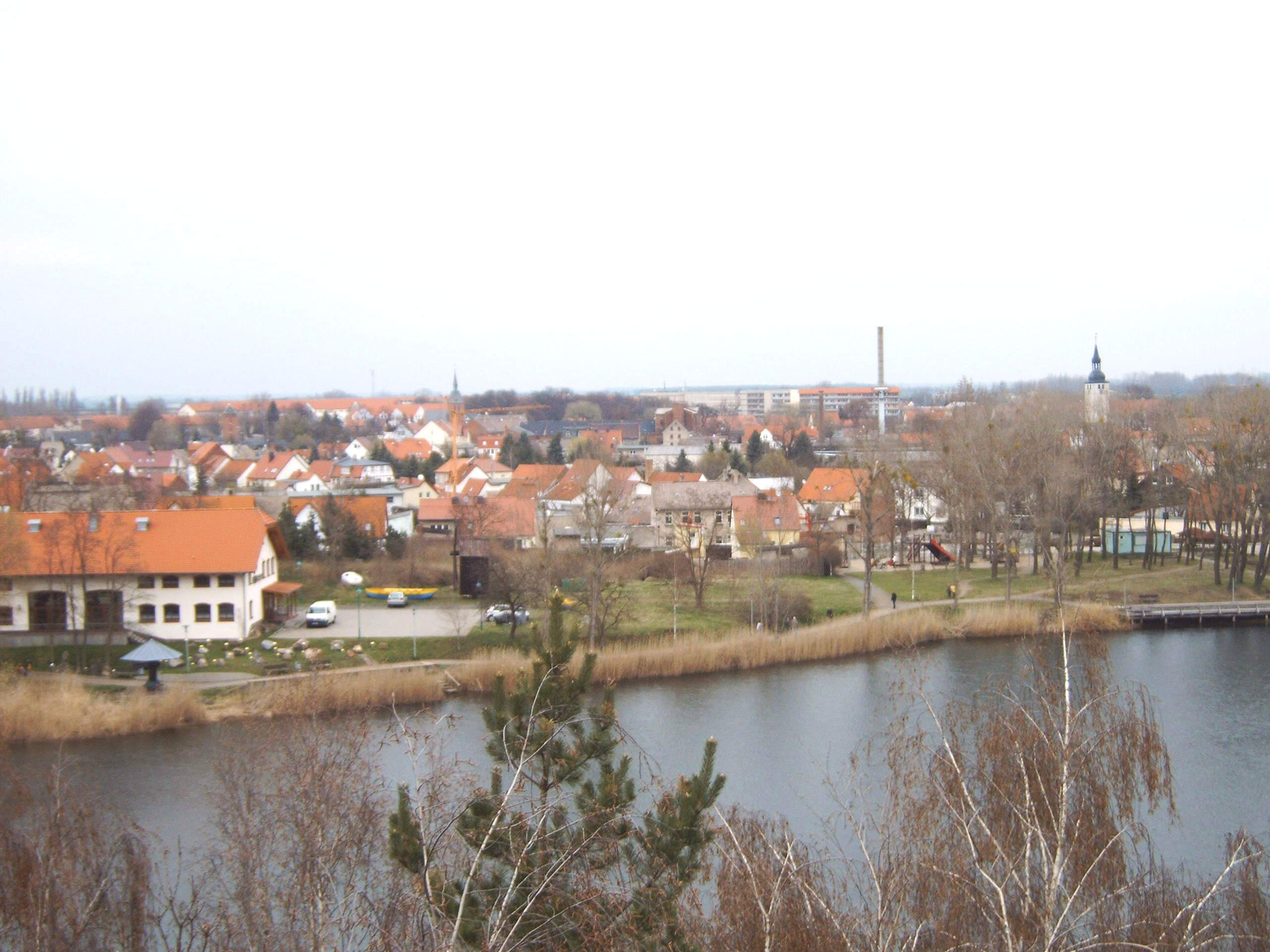
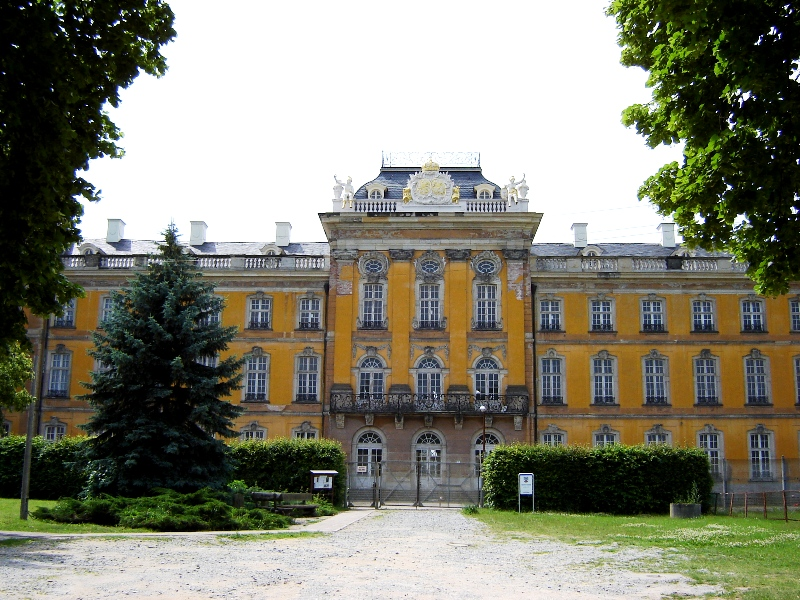
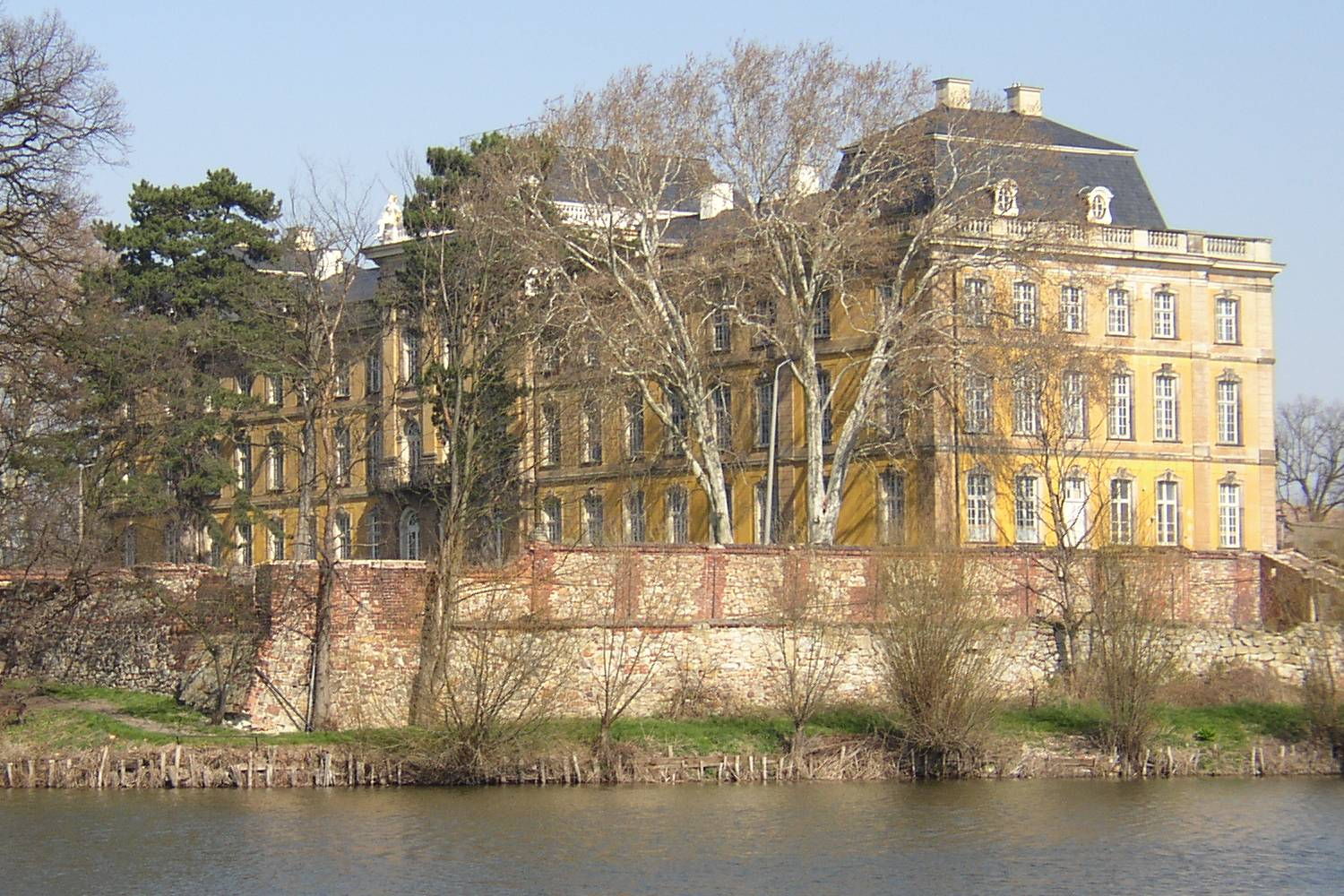
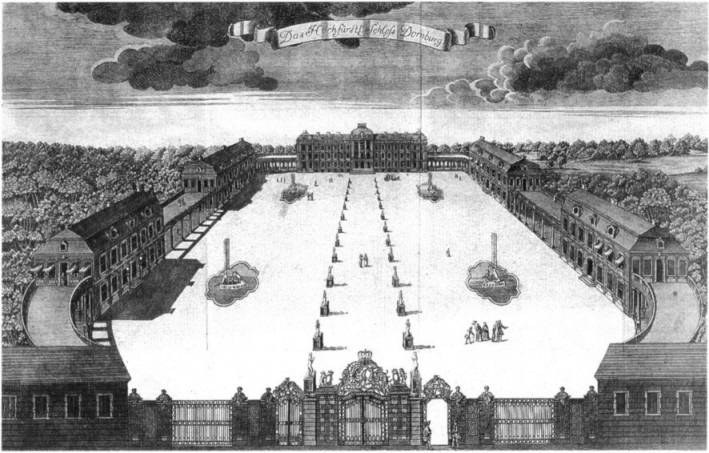
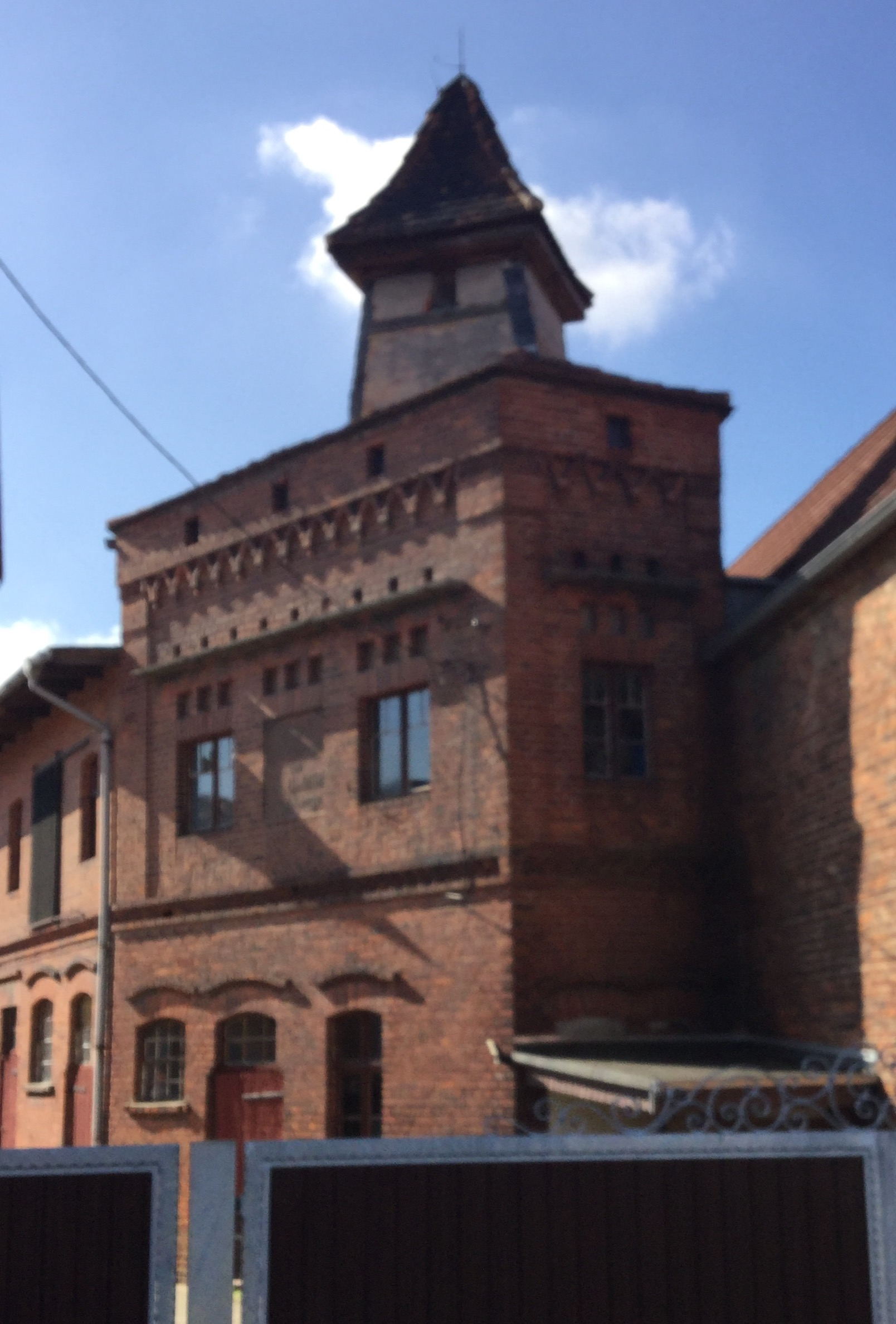
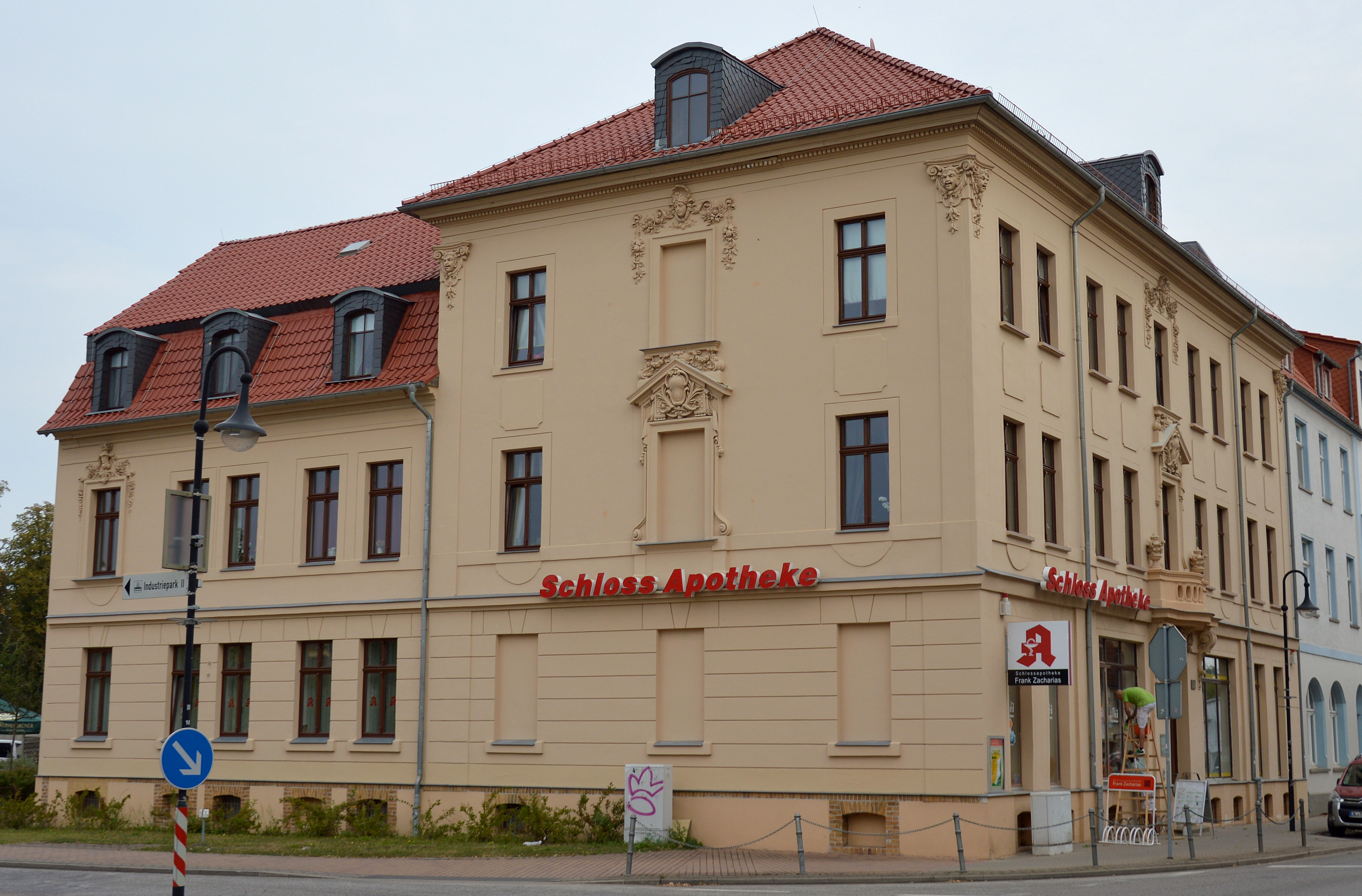
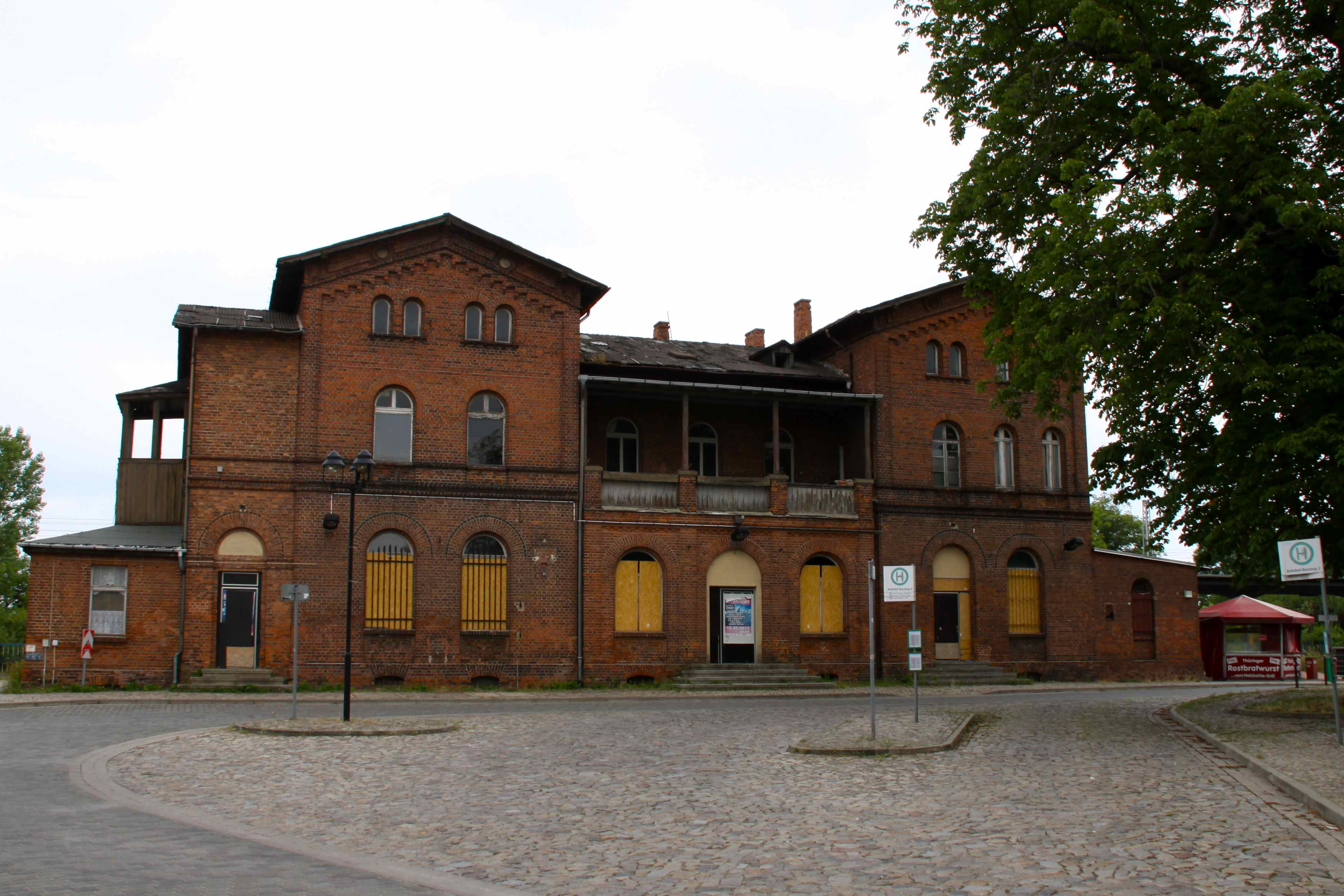
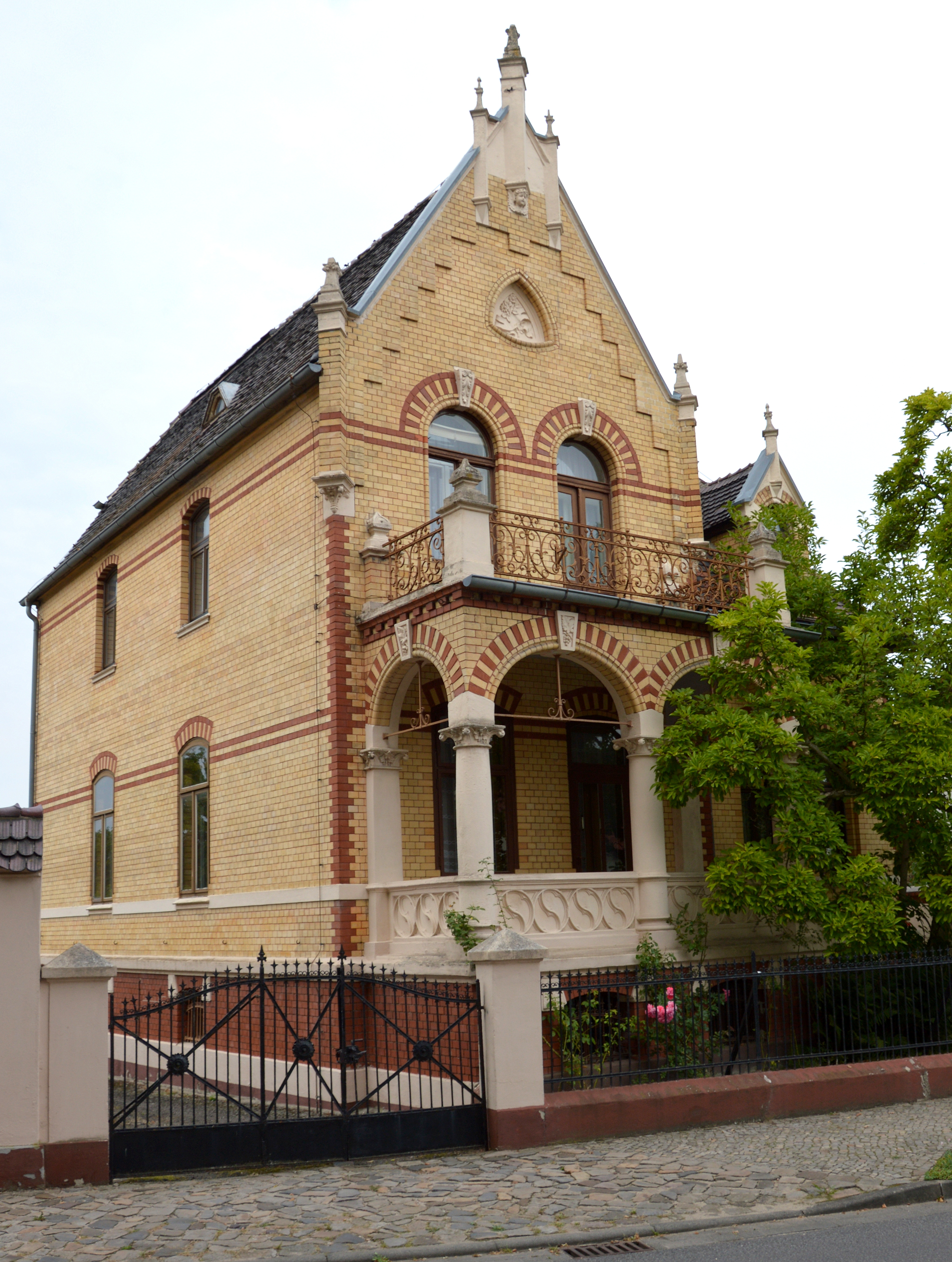
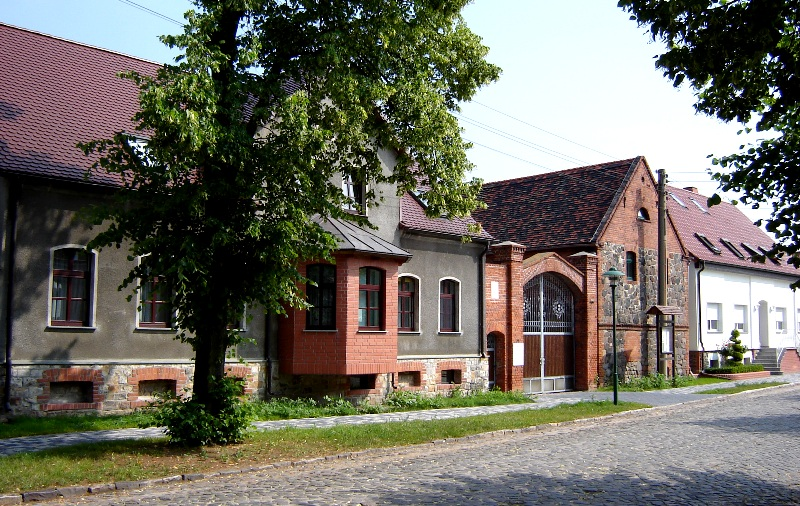
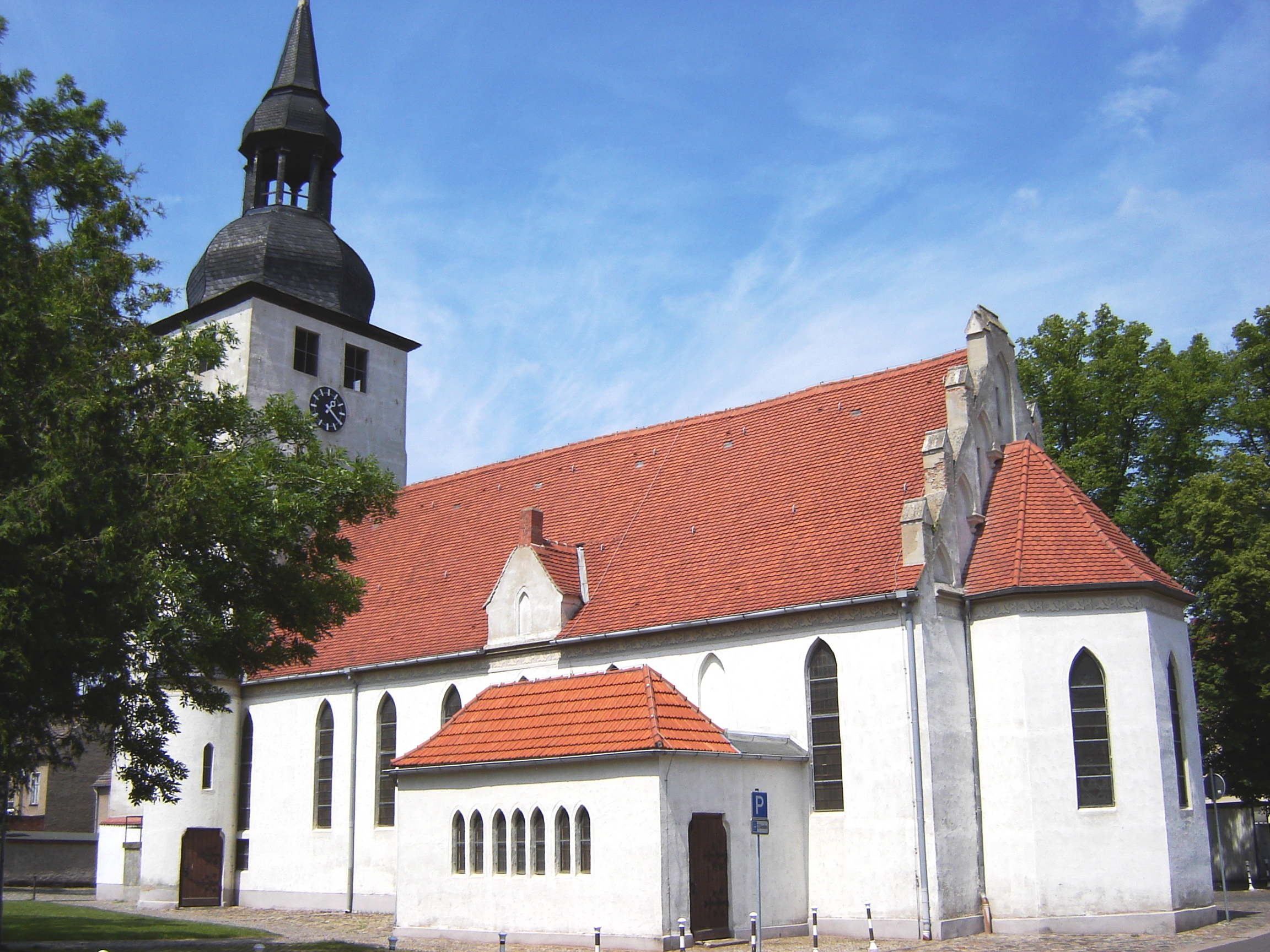
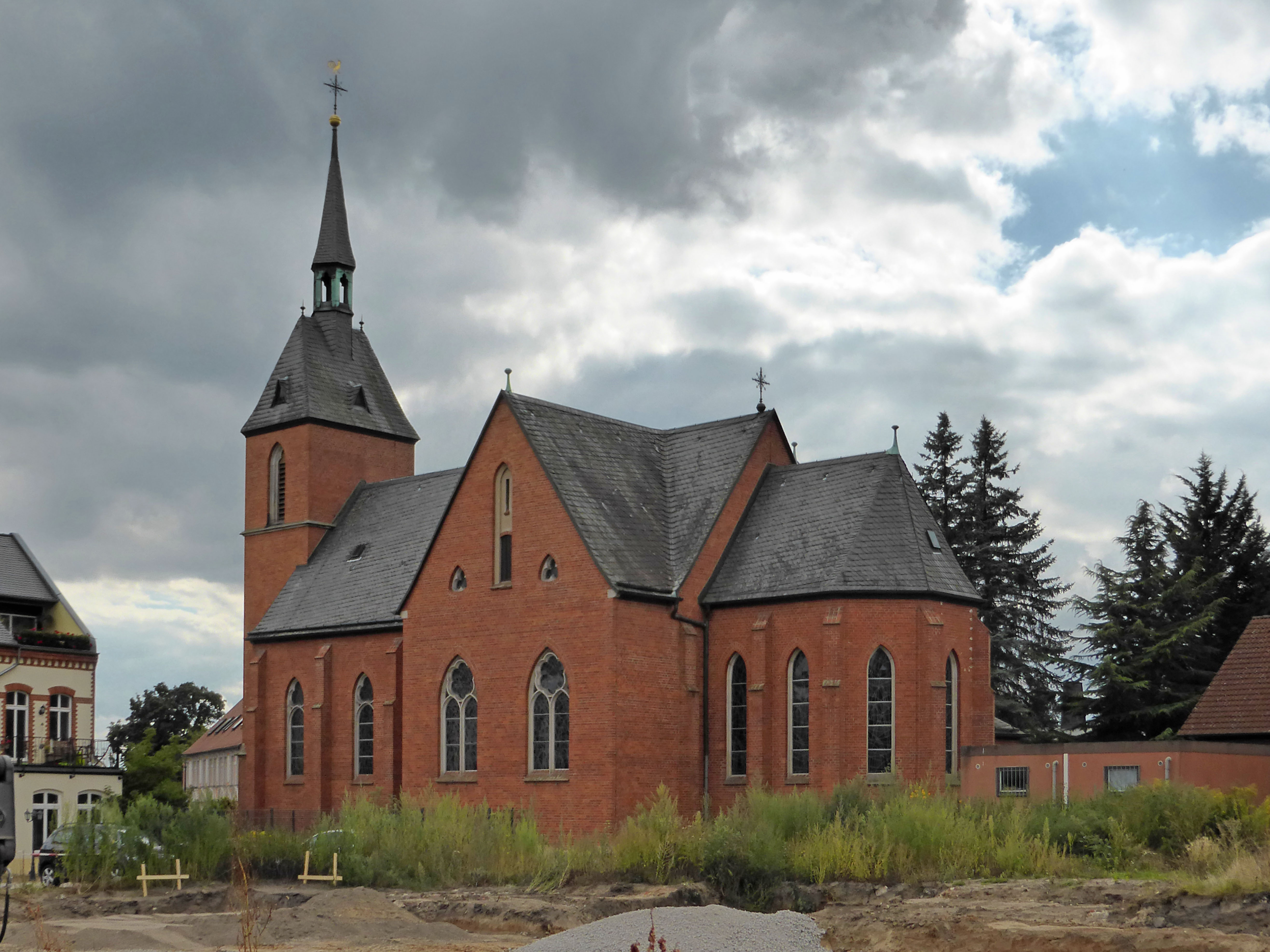
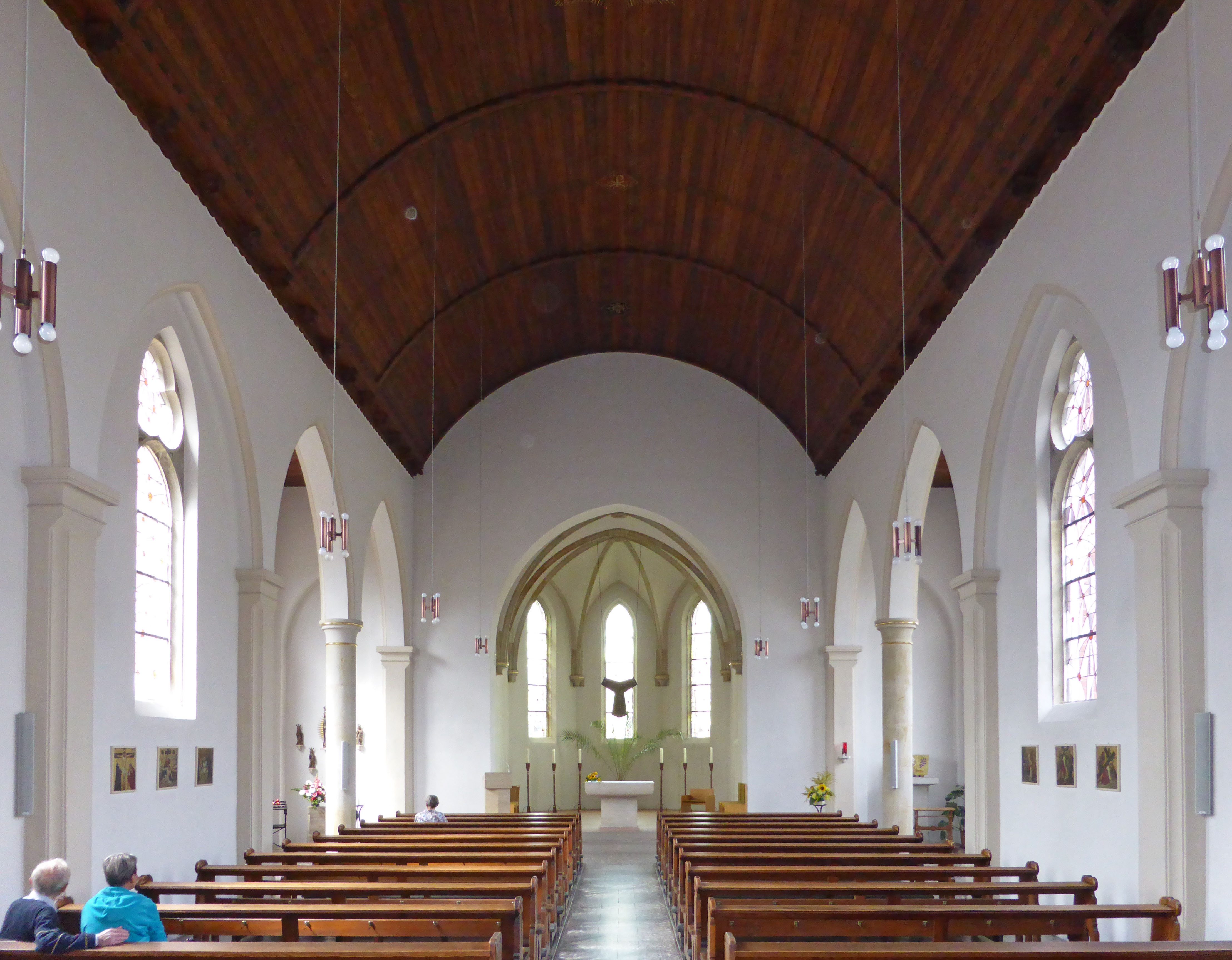
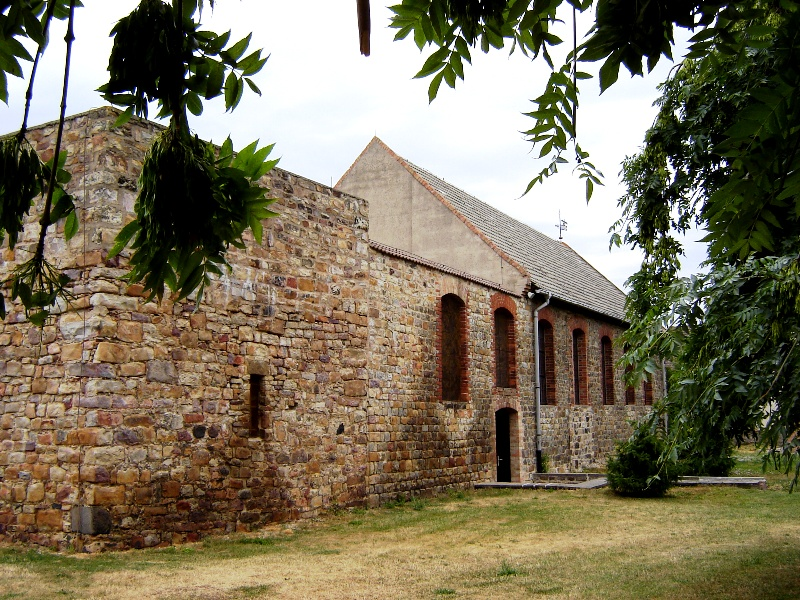
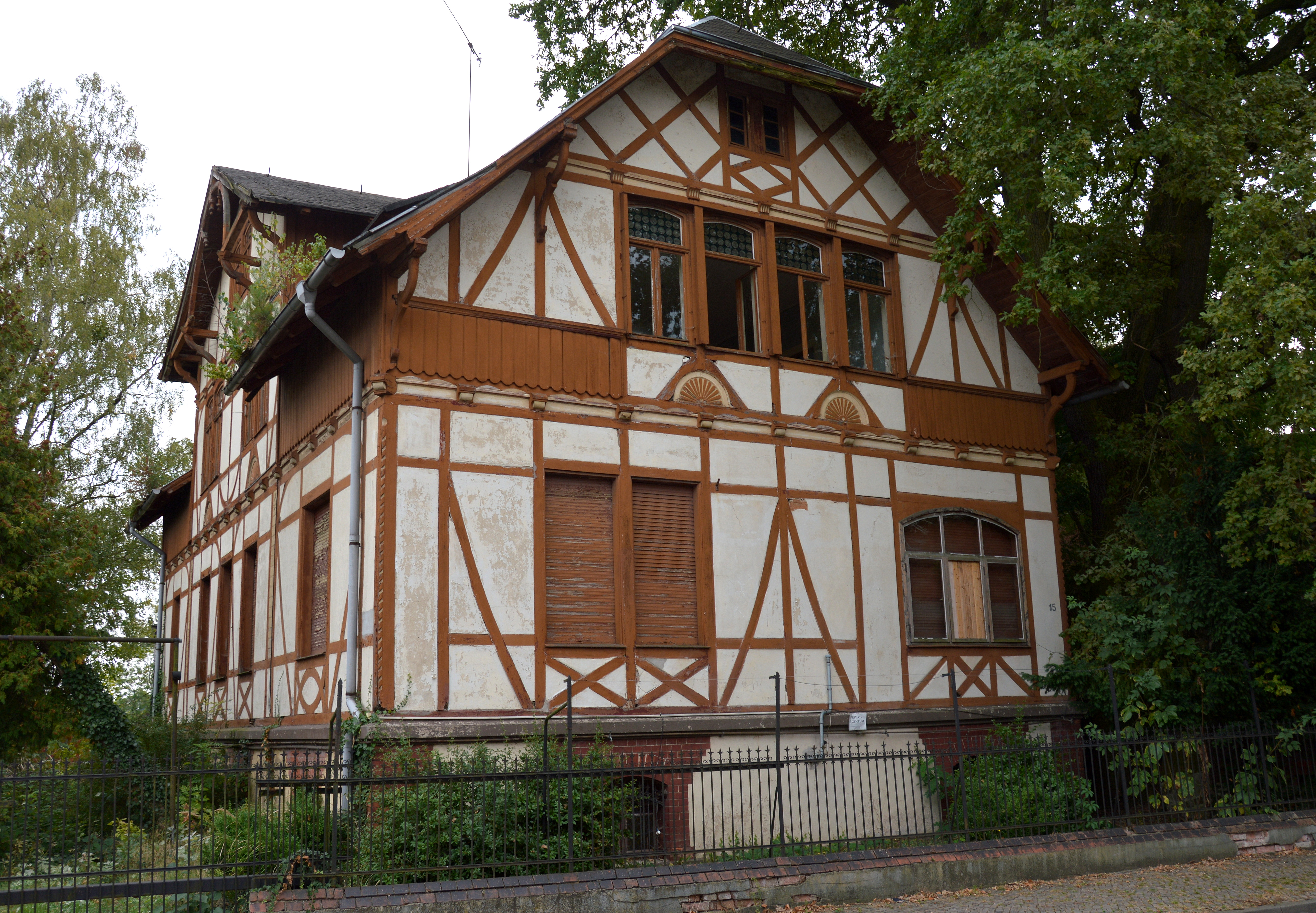
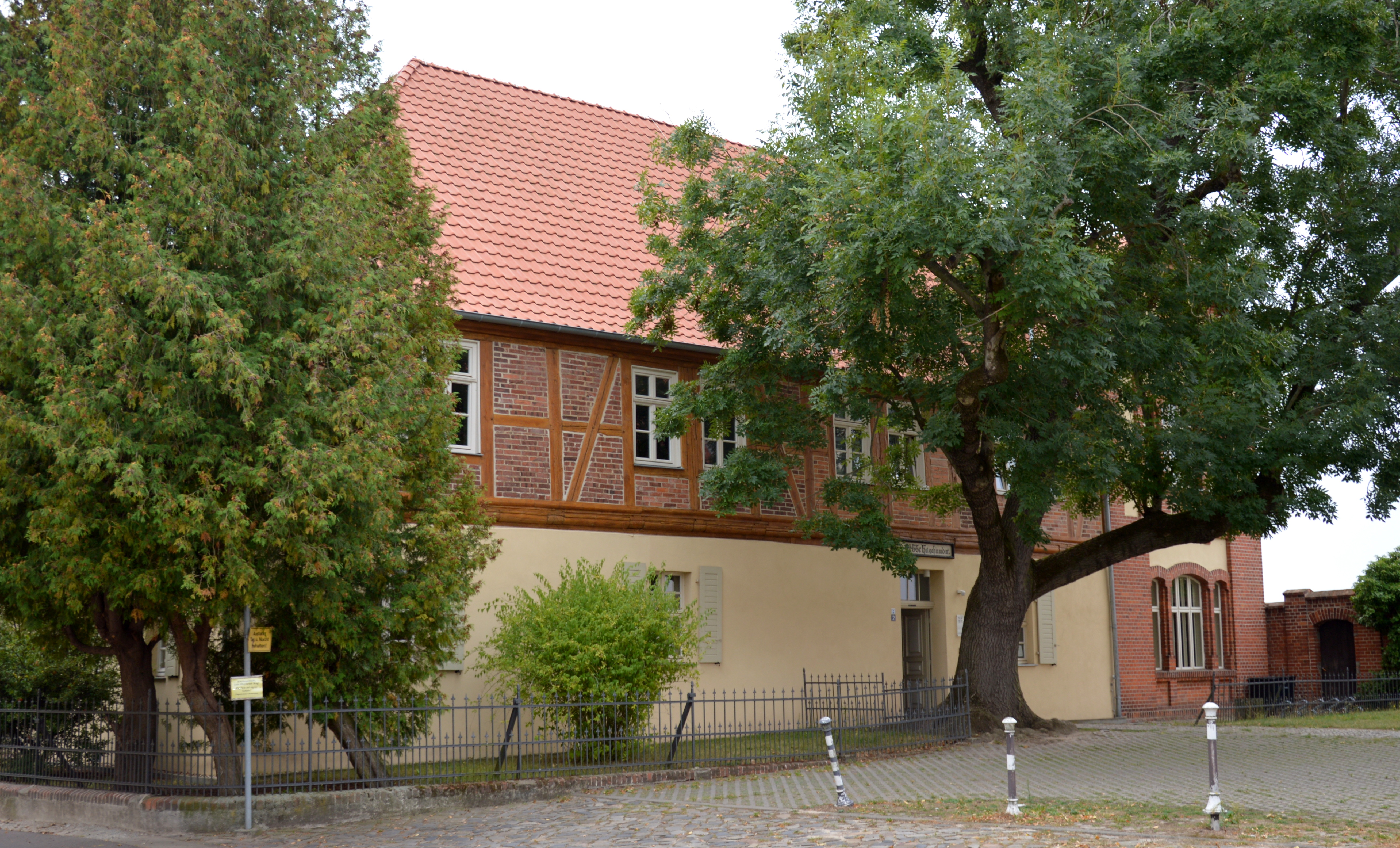

## Népesség
A település népességének változása:
| Lakosok száma | 10 557 | 10 543 | 10 452 | 10 485 | 10 464 |
|               | 2017   | 2019   | 2021   | 2022   | 2023   |